# FilmAffinity
FilmAffinity est un site web consacré au cinéma et à la télévision, créé à Madrid en mai 2002 par le critique Pablo Kurt et le programmateur Daniel Nicolás.